# North Charleston
North Charleston är en stad i Charleston och Dorchester i delstaten South Carolina, USA med 91 400 invånare (2006). North Charleston är säte för Charleston Southern University och Trident Technical College. Även College of Charleston har ett campusområde i staden.
Större delen av Joint Base Charleston är belägen i North Charleston.